# Gens d'Images
La asociación Gens d'Images fue creada en París en 1954 por Albert Plécy, Jacques Henri Lartigue y Raymond Grosset, agrupando a profesionales de la fotografía, el cine y otros medios relacionados con ellos.
Entre sus miembros fundadores se encontraba Paul Almásy y otros fotógrafos que residían en Francia pero en la actualidad está abierta a todo tipo de profesionales relacionados con sus fines. Organiza talleres, encuentros y un congreso anual pero su actividad más conocida es la organización cada año desde 1955 del premio Nadar al mejor libro publicado en Francia y relacionado con la fotografía, del premio Niépce al fotógrafo francés o residente en Francia que ha realizado la mejor obra fotográfica y desde 1999 del premio Arcimboldo al autor de la mejor creación de imágenes en formato digital.